# Nuestro Mundo
El Grupo Nuestro Mundo fue "el primer intento de organización homosexual en Argentina" según lo describe Néstor Perlongher. Este grupo de defensa de los derechos de los homosexuales fue creado en Argentina en 1967. Se lo considera el primer grupo creado para este fin en América Española.
La asociación fue creada en noviembre de 1967 en la localidad de Gerli, un suburbio obrero del Gran Buenos Aires, todavía bajo la dictadura del general Juan Carlos Onganía. Fue fundado por catorce personas, la mayoría activistas de gremios de clase media baja. El líder era un comunista, muchos de sus integrantes formaban parte de la izquierda, el comunismo y el peronismo revolucionario. expresaban antiimperialismo, la defensa de los derechos LGBT, los derechos de la mujer y los derechos laborales; una visión de todas las formas de opresión como interconectadas.finales de la década de 1960, un grupo de trabajadores de clase media y media baja, en su mayoría empleados de correos vinculados a los movimientos sindicales, comenzó a reunirse de manera clandestina, inaugurando la primera experiencia de organización política de los homosexuales en Argentina. Bajo el nombre Nuestro Mundo, las primeras reuniones tuvieron lugar en 1967, en la cocina de un conventillo en Lomas de Zamora. El boletín número 4 del grupo también menciona, un primer encuentro en la Universidad de Buenos Aires.
El año exacto de fundación, que muchas veces se confunde con 1969, puede ser corroborado por las primeras publicaciones de Nuestro Mundo y por los testimonios de Héctor Anabitarte, uno de sus fundadores.
Según el artículo ya citado de Néstor Perlongher, durante dos años enviaron incesantemente panfletos e informes sobre la liberación gay a los periódicos porteños. En agosto de 1971, junto con otras 5 organizaciones formaron el Frente de Liberación Homosexual (FLH). El FLH llegó a integrar diez grupos, entre ellos, Nuestro Mundo, Eros, Profesionales, Safo (grupo de lesbianas), Bandera Negra (anarquistas), Emanuel (cristianos) y Católicos Homosexuales Argentinos. El FLH también editó hasta 1976 la revista Somos, la primera de su tipo en Argentina.
El FLH y todos los grupos homosexuales se disolvieron en 1976 tras el golpe de Estado que instauró en el poder a la dictadura militar autodenominada Proceso de Reorganización Nacional, ya que eran uno de los grupos perseguidos mediante el terrorismo de Estado que ejercía el gobierno de facto.